# Bobby McFerrin
Robert McFerrin Jr., dit Bobby McFerrin, né le 11 mars 1950 à Manhattan (New York), est un chanteur, vocaliste et chef d'orchestre américain.

## Biographie
Ses parents étaient chanteurs : son père, Robert McFerrin Sr. (en), est le premier chanteur d'opéra afro-américain à chanter au Metropolitan Opera de New York.
Il a aussi collaboré avec d'autres grands musiciens de jazz comme le pianiste Chick Corea, ou de classique comme le violoncelliste Yo-Yo Ma. Il a de plus travaillé avec George Martin en enregistrant une chanson des Beatles avec l'acteur américain Robin Williams, Come Together, sur un album hommage à George Martin, In My Life en 1998.
Il a interprété la chanson du générique du Cosby Show (composée par Bill Cosby) en 1987 et improvisé celle de Knick Knack, un des premiers courts métrages des studios Pixar, en 1989.
En 1988, on peut entendre son morceau Turtle Shoes en collaboration avec Herbie Hancock (tiré de l'album Spontaneous Inventions de 1986) dans le film Jumeaux.
En complément de sa carrière vocale, Bobby McFerrin fut nommé en 1994 à la direction musicale de l'Orchestre de chambre de Saint Paul du Minnesota, poste spécialement créé à son intention.

### Vie privée
Bobby McFerrin a eu trois enfants avec Debbie Green :
- son fils ainé Taylor McFerrin est auteur-compositeur, producteur musical, beatboxer et multi-instrumentiste. Il a sorti un album en 2014 Early Riser[3],[4].
- sa fille Madison McFerrin est également chanteuse, compositrice et productrice[5]. Elle a sorti trois albums (Finding Foundations : vol I et vol II et SCORPIO en 2025).
- son fils Jevon McFerrin est acteur et chanteur[6].

## Techniques de scène
Bobby McFerrin ne prévoit pas souvent ce qu'il va chanter sur scène, la majorité de ses spectacles sont entièrement improvisés.
Il a commencé au début de sa carrière avec des reprises de chansons des Beatles (Blackbird, From Me to You), il s'inspire beaucoup des cantates de Johann Sebastian Bach. Il s'est ensuite totalement adonné à l'improvisation dont certaines ont été enregistrées en direct sur scène (Spontaneous Inventions).
Il propose ainsi au public des motifs de notes à répéter tandis que lui improvise par-dessus. Il transforme le public en vraie chorale (même avec plusieurs voix) sans aucune préparation, et lui joue le rôle du soliste. Un cas intéressant : celui où Bobby interprète le Premier prélude du Clavier bien tempéré de Bach et le public, qui n'a bien sûr pas été prévenu, chante l’Ave Maria que Charles Gounod avait ajouté par-dessus dans les années 1850.
Il utilise des procédés tel que l'échelle pentatonique où il indique la première note à l'emplacement de ses jambes, puis les notes correspondant aux divers déplacements de gauche à droite tout en le faisant chanter à son auditoire.
Il utilise au maximum les capacités de son micro : Il l'éloigne pour diminuer les aigus et le gain et le rapproche quand il utilise des rythmes nécessitant des basses. C'est donc un va-et-vient, simulant des échos avec son larynx, des décrescendos brusques qui imitent le potentiel des instruments. Il place également son micro au niveau des ganglions, ce qui fait ressortir les basses de sa voix. À cet emplacement du micro il peut même chanter deux voix simultanément (Drive - The Collection (2007)).
Ses gestes miment souvent des instruments à cordes ou des vents ce qui fait parfois rire le public.

## Bobby McFerrin en France

### Succès
Son titre Don't Worry, Be Happy a été classé no 29 du Top50 en France en mars 1989.
Sa version de la chanson Hush, Little Baby, qu'il a enregistrée en 1992 avec le violoncelliste Yo-Yo Ma, a été popularisée après son utilisation dans un spot publicitaire télévisé pour la Renault Twingo en 1993.

### Concerts
Bobby McFerrin s'est produit à plusieurs reprises à Paris au Théâtre du Châtelet :
- le 20 mai 2014
- les 23 et 24 avril 2012
- le 18 avril et 3 mai 2010
- du 23 au 26 mai 2009
- les 18 et 19 mai 2007

Bobby McFerrin devait se produire le 15 mai 2017 à la Philharmonie de Paris mais le concert a été annulé pour raison de santé.
Le 16 novembre 2018, il se produit sur la scène de la Salle Pleyel avec Gimme5 (David Worm et Joey Blake du groupe Voicestra) pour "Circle Songs" (réinterprétation de son album de 1997).
Ce concert est diffusé en direct en streaming sur Arte pour une diffusion à l'antenne courant 2019.

## Discographie

### Collaboration
- 1998 : In My Life de George Martin - Chante avec Robin Williams sur Come Together.

## Récompenses
- 1985 : Grammy du meilleur arrangement vocal pour Another Night in Tunisia
- 1985 : Grammy de la meilleure performance vocale Jazz pour Another Night in Tunisia
- 1986 : Grammy de la meilleure performance vocale Jazz pour 'Round Midnight
- 1987 : Grammy de la meilleure performance vocale Jazz pour What Is This Thing Called Love?
- 1987 : Grammy du meilleur album ou meilleure chanson pour enfant pour Elephant's Child
- 1988 : Grammy de la meilleure performance vocale Jazz pour Brothers
- 1988 : Grammy de la meilleure performance vocale Pop pour Don't Worry, Be Happy
- 1988 : Grammy du single de l'année pour Don't Worry, Be Happy
- 1988 : Grammy de la chanson de l'année pour Don't Worry, Be Happy
- 1992 : Grammy de la meilleure performance vocale Jazz pour 'Round Midnight